# Báka al-Gharbíja
Báka al-Gharbíja (arabsky باقة الغربية‎, doslova „Západní Baka“, v oficiálním přepisu do hebrejsky בָּקַה אל-עַ׳רְבִּיָּה, do angličtiny Baqa al-Gharbiyye) je město v Izraeli, v  distriktu Haifa, které bylo v letech 2003–2011 sloučeno se sousední obcí Džat do města Baka-Džat, ale následně se opětovně osamostatnilo.

## Geografie
Leží v nadmořské výšce 50-105 metrů na pomezí pobřežní nížiny a pahorků v předpolí Samařska, přibližně 45 km severovýchodně od centra Tel Avivu, 45 km jihojihovýchodně od Haify a 12 km východně od Chadery. Město je situováno na dotyku se zelenou linií, která odděluje Izrael v jeho mezinárodně uznávaných hranicích od území Západního břehu Jordánu. Počátkem 21. století bylo ale od Západního břehu území Izraele v tomto regionu odděleno pomocí bezpečnostní bariéry. Na západě bylo obklopeno zemědělsky obhospodařovanou krajinou. Jižně od města protékala Nachal Chadera. Společně se sousedním městem Džat vytvářelo souvisle zastavěnou aglomeraci.
Báka al-Gharbíja je situována v oblasti nazývané Trojúhelník, obývané izraelskými Araby. Jižně odtud se nachází například další arabské město Zemer (mezi nimi ovšem stojí židovská vesnice Magal). Na severu pak arabská sídla pokračují v regionu Vádí Ara. Osídlení na západní straně je převážně židovské.
Město je na dopravní síť napojeno pomocí místní silnice číslo 574. Na západním okraji míjí obec nová dálnice číslo 6 (takzvaná „Transizraelská dálnice“).

## Dějiny

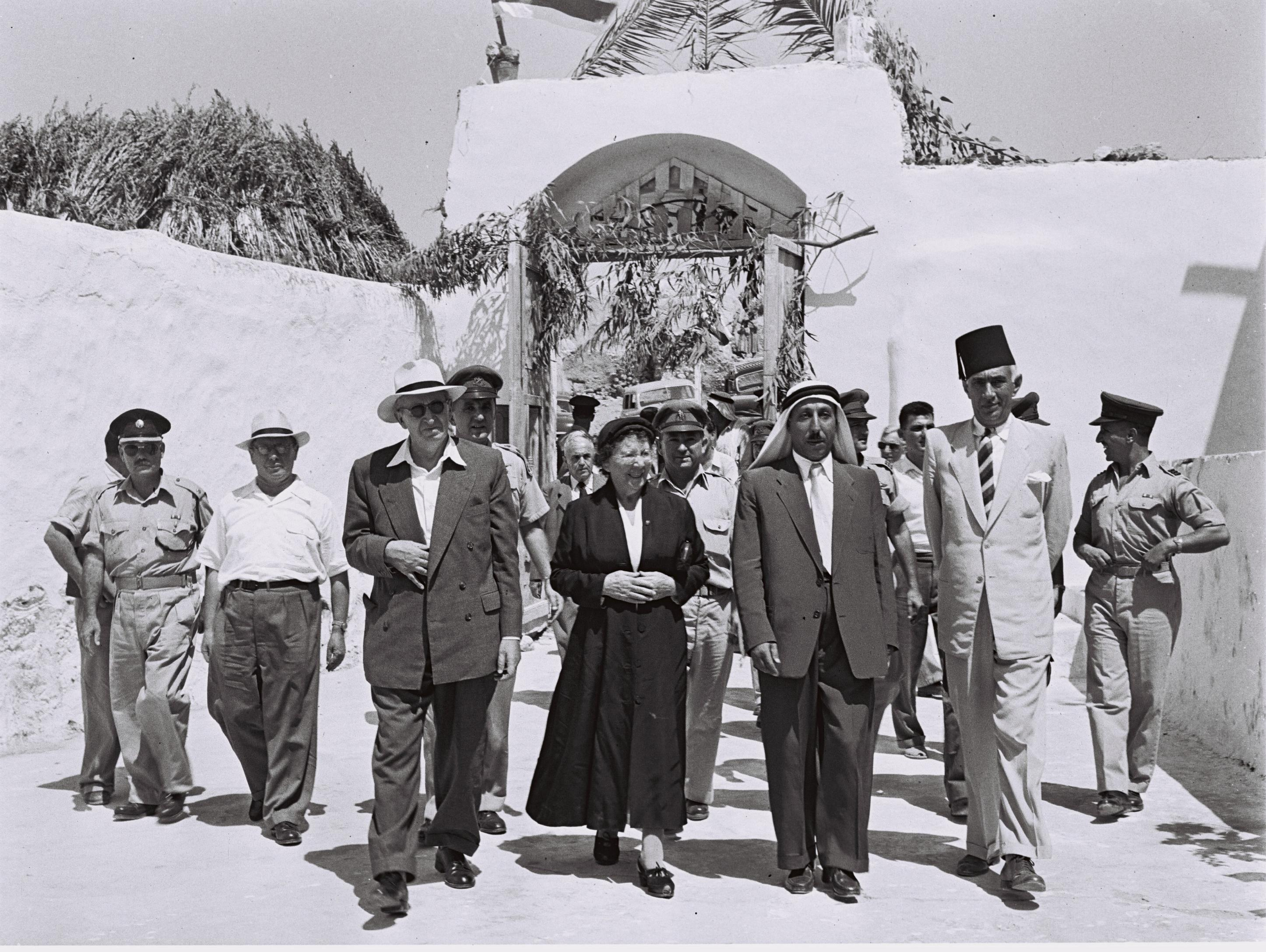
Izraelský prezident Jicchak Ben Cvi roku 1956 na návštěvě v Báka al-Gharbíji spolu s místním rodákem Farasem Chamdanem

V roce 1949 se po podepsání dohod o příměří, které ukončily první arabsko-izraelskou válku stala tato oblast součástí státu Izrael, přičemž ale místní arabská populace byla zachována. Nová hranice, respektive linie příměří (Zelená linie) ovšem v této oblasti rozdělila dosavadní vesnici Báka, která se pak rozdělila na západní část (Báka al-Gharbíja) kontrolovanou Izraelem a východní část (Báka al-Šarkíja), jež byla začleněna pod jordánskou správu na Západním břehu Jordánu. Po šestidenní válce v roce 1967 se sice i východní díl dostal pod kontrolu Izraele, ale administrativně jde nadále o dvě samostatné obce se zcela jiným správním režimem, počátkem 21. století navíc fyzicky oddělené pomocí izraelské bezpečnostní bariéry.
Po roce 1949 se Báka al-Gharbíja rozrůstala a roku 1952 byla povýšena na místní radu (malé město). V roce 1996 pak získala status městské rady (velkého města).
Roku 2003 bylo sloučením dvou historických obcí Báka al-Gharbíja a Džat utvořeno město Baka-Džat. Vytvoření města bylo součástí programu izraelské vlády, v jehož rámci mělo dojít ke slučování obcí a tím k zefektivnění místní správy a samosprávy. V roce 2011 se ovšem obě bývalé obce osamostatnily a společné město Baka-Džat bylo rozpuštěno.
V obci se narodil Faras Chamdan (1910-1966), izraelský arabský politik a člen Knesetu.

## Demografie
Báka al-Gharbíja je město s ryze arabskou populací, téměř zcela tvořenou arabskými muslimy. Jde o středně velké sídlo městského typu s trvalým růstem. K 31. prosinci 2002 (před sloučením do Baka-Džat) zde žilo 19 800 lidí. K 31. prosinci 2017 zde žilo 29 000 lidí.
| Rok  | Obyvatelé |
| ---- | --------- |
| 1951 | 3 300     |
| 1952 | 3 480     |
| 1953 | 3 610     |
| 1954 | 3 720     |
| 1955 | 3 850     |
| 1956 | 3 980     |
| 1957 | 4 150     |
| 1958 | 4 320     |
| 1959 | 4 500     |
| 1960 | 4 700     |
| 1961 | 4 900     |
| 1962 | 5 150     |
| 1963 | 5 450     |
| 1964 | 5 650     |
| 1965 | 5 900     |
| 1966 | 6 200     |
| 1967 | 6 400     |
| 1968 | 6 650     |
| 1969 | 6 950     |
| 1970 | 7 300     |
| 1971 | 7 600     |
| 1972 | 7 600     |
| 1973 | 8 100     |
| 1974 | 8 400     |
| 1975 | 8 800     |
| 1976 | 9 100     |
| 1977 | 9 500     |
| 1978 | 9 800     |
| 1979 | 10 100    |
| 1980 | 10 500    |
| 1981 | 10 800    |
| 1982 | 11 200    |
| 1983 | 11 600    |
| 1984 | 12 300    |
| 1985 | 12 500    |
| 1986 | 12 900    |
| 1987 | 13 200    |
| 1988 | 13 600    |
| 1989 | 13 900    |
| 1990 | 14 300    |
| 1991 | 14 700    |
| 1992 | 15 100    |
| 1993 | 15 400    |
| 1994 | 15 900    |
| 1995 | 15 785    |
| 1996 | 16 336    |
| 1997 | 16 862    |
| 1998 | 17 443    |
| 1999 | 18 000    |
| 2000 | 18 648    |
| 2001 | 19 224    |
| 2011 | 25 900    |
| 2012 | 26 800    |
| 2013 | 27 100    |
| 2014 | 27 500    |
| 2015 | 28 100    |
| 2016 | 28 500    |
| 2017 | 29 000    |
| 2018 | 29 400    |